# 追手門学院中学校・高等学校

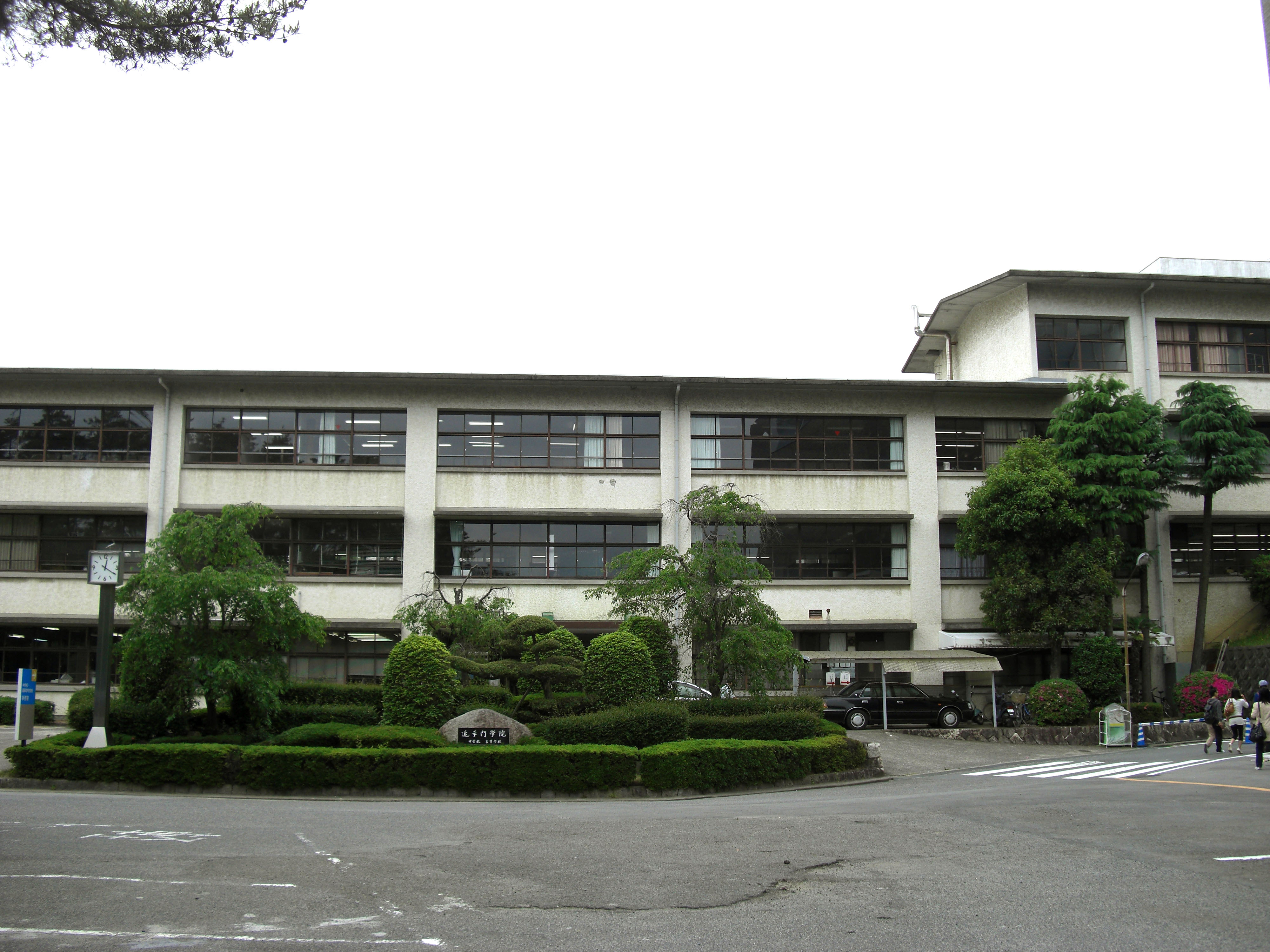
旧校舎

追手門学院中学校・高等学校（おうてもんがくいんちゅうがっこう・こうとうがっこう）は、大阪府茨木市太田東芝町にある私立中学校・高等学校。
通称は「追中」（おいちゅう）・「追高」（おいこう）。
大阪府大阪市中央区にある追手門学院大手前中学校・高等学校は設置者が同じであり、姉妹校にあたる。

## 沿革
- 1950年 - 大阪市東区京橋前之町（現在の中央区大手前、追手門学院大手前高等学校の所在地）に追手門学院高等学部として新設。
- 1967年 - 追手門学院高等学部、大手前に一部を残置し現在地である茨木市西安威の追手門学院大学隣接地（茨木校地）に移転。同時に中学部を新設し茨木学舎とする。大手前校地の中・高等学部を大手前学舎とする。
- 1971年 - 「追手門学院中学校・追手門学院高等学校」茨木学舎となる。
- 1980年 - 追手門学院中学校・高等学校の名称を追手門学院大手前中学校・高等学校と変更し、大手前学舎だけの運営とする。茨木学舎は新たに設立された「追手門学院中学校・高等学校」の運営となり、2つの学舎は同一学校法人の運営する別の学校となる。
- 2000年 - コース制を導入。英数コース･ 理数コース･総合文理コースを設置。
- 2004年 - 追手門学院中学校からの内部進学者向けにアカデミックコースとダイナミックコースを設置。
- 2008年 - 新校舎竣工。一部教室が新校舎へ移転する。コース制の改組を行い、英数コースをI類･II類に分離。
- 2012年 - スポーツコース新設。ガンバ大阪ユース生徒の他、強化クラブである「アメリカンフットボール部」「女子サッカー部」生徒で構成。「選抜」「英数理数I類」「英数理数II類」（スポーツコース含む）の3コース体制となる。
- 2014年 - 英数理数II類の中に「表現コミュニケーションコース」を新設
- 2019年 - 東芝茨木工場の跡地に全面移転[1]
- 2022年 - 創造コース設立。表現コミュニケーションコース人員募集停止。

## 学科内専門コース
2000年にコース制が導入され、2008年4月に改組が行われた。2011年4月に「スポーツコース」が設置され、2014年4月に「表現コミュニケーションコース」が設置され、3コース体制となった。2022年度からは、表現コミュニケーションコースの募集が停止され、新たに「創造コース」が設立された。
- 特選SS
- I類
- II類［スポーツコース / 創造コース 含む］

## 著名な出身者
芸術・芸能
- 飯星景子（タレント）
- 大空直美（声優）
- 笠松はる（ミュージカル俳優）
- 黒木華（女優）
- 謝珠栄（振付家・演出家）
- 三田和代（女優）

スポーツ
- 市丸瑞希（サッカー選手）
- 井手口陽介（サッカー選手、のち向陽台高等学校に転校、卒業）
- 岩本和希（サッカー選手）
- 内田裕斗（サッカー選手）
- 小川直毅（サッカー選手）
- 奥野耕平（サッカー選手）
- 川内康幹 （フットサル選手）
- 小西雄大（サッカー選手）
- 芝本蓮（サッカー選手）
- 白井陽斗（サッカー選手）
- 妹尾直哉（サッカー選手）
- 高木彰人（サッカー選手）
- 武田太一（サッカー選手）
- 谷晃生（サッカー選手）
- 堂安律（サッカー選手、のち向陽台高等学校に転校、卒業）
- 豊岡英子（女子自転車競技選手）
- 中井勇介（元アメリカンフットボール選手、競輪選手）
- 西村蒼空（女子ラグビー選手）
- 平尾壮（サッカー選手）
- 初瀬亮（サッカー選手）
- 林瑞輝（サッカー選手）
- 松本歩夢（サッカー選手）
- 水野蕗奈（サッカー選手）
- 食野亮太郎（サッカー選手）
- 嫁阪翔太（サッカー選手）
- 吉本芽以（女子ラグビー選手）
- 室越香南（女子ラグビー選手）
- 松田向日葵（女子ラグビー選手）
- 小島晴菜（女子ラグビー選手）
- 和田健太郎（サッカー選手）
- 渡辺健太（サッカー選手）

その他
- 高畑俊一（藍綬褒章、兵庫県電機商業組合理事長、トランペット奏者）
- 竜田邦明（紫綬褒章、有機化学者、日本学士院賞、早稲田大学名誉教授、元日本化学会副会長）
- 程一彦（料理人、料理研究家）
- 樋口俊一（衆議院議員）
- 冨宅正浩（柏原市長）
- 山谷佳之（関西エアポート社長、元オリックス・クレジット社長）

## 著名な教職員
- 廣岡義隆（国文学者、三重大学名誉教授）

## アクセス
- JR京都線JR総持寺駅
- 阪急電鉄阪急京都本線総持寺駅
- 近鉄バス「追手門学院中・高前」停留所

2019年のキャンパス移転前は阪急電鉄や大阪モノレールなどの駅から、生徒用スクールバスが緑風観光によって運行されていた。